# Still Doin' Time
Singles de George Jones
If Drinkin' Don't Kill Me (Her Memory Will)
(1981) Same Ole Me
(1982)
Still Doin' Time est un single écrit par John Moffatt et Michael P. Heeney et enregistré par George Jones en 1981.  "Still Doin' Time" est le huitième single en solo de George Jones à atteindre la première position du hit-parade country.  Le single est resté no 1 pendant une semaine, et s'est maintenu dans le hit-parade pour un total de dix semaines.

## Positions dans les hits-parades
| Chart (1981)                       | Position |
| ---------------------------------- | -------- |
| U.S. Billboard Hot Country Singles | 1        |
| Canadian RPM Country Tracks        | 2        |